# Округ Микер (Минесота)
Микер (енгл. Meeker County) је округ у америчкој савезној држави Минесота.

## Демографија
По попису из 2010. године број становника је 23.300, што је 656 (2,9%) становника више него 2000. године.
| Група             | 2000.          | 2010.          |
| Белци             | 21.907 (96,7%) | 22.233 (95,4%) |
| Афроамериканци    | 44 (0,2%)      | 77 (0,3%)      |
| Азијати           | 90 (0,4%)      | 59 (0,3%)      |
| Хиспаноамериканци | 487 (2,2%)     | 767 (3,3%)     |
| Укупно            | 22.644         | 23.300         |